# Ferdinand Hirsch
Ferdinand Ludwig Richard Hirsch, född den 22 april 1843 i Danzig, död den 31 mars 1915, var en tysk historiker, son till Theodor Hirsch.
Hirsch blev filosofie doktor i Berlin 1864, 1867 lärare vid Königstädtisches realgymnasium där och erhöll senare professors titel. Han författade bland annat Das Herzogtum Benevent bis zum Untergange des longobardischen Reiches (1871), Byzantinische Studien (1876), Die ersten Anknüpfungen zwischen Brandenburg und Russland unter dem grossen Kurfürsten (2 band, 1885–86), Der österreichische Diplomat Franz von Lisola und seine Tätigkeit während des nordischen Krieges in den Jahren 1655–60 (i Sybels "Historische Zeitschrift", (1888), Der Winterfeldzug in Preussen 1678–79 (1897) och Brandenburg und England 1674–79 (2 band, 1898–99), varjämte han utgav band 11, 12, 18 och 19 av "Urkunden und Aktenstücke zur Geschichte des Kurfürsten Friedrich Wilhelm von Brandenburg" (1887, 1892, 1902, 1906) och "Das Tagebuch Dietrich Sigismund von Buchs 1674–83" (2 band, 1904–05). Hirsch redigerade sedan 1878 Historische Gesellschafts i Berlin tidskrift ("Mitteilungen aus der historischen Litteratur") och var sedan 1883 sällskapets ordförande.